# 泰和县行政区划
泰和县最后一次乡镇调整现行乡级行政区划确定于2001年12月3日，当时进行了一次乡镇撤并，将文田镇和上田镇并入澄江镇、栖龙乡并入马市镇、樟塘乡并入万合镇，此后未再调整。

## 现行行政区划
截至2009年，泰和县下辖16个镇、6个乡，共22个乡级行政区。
- 河西10个乡镇：澄江镇、禾市镇、马市镇、苏溪镇、碧溪镇、螺溪镇、桥头镇、沿溪镇、石山乡、南溪乡
- 河东12个乡镇：小龙镇、塘洲镇、沙村镇、冠朝镇、万合镇、苑前镇、灌溪镇、老营盘镇、上模乡、水槎乡、中龙乡、上圯乡

除正式的行政建置外，还辖有泰和垦殖场和武山垦殖场2个国有农场。
镇分为若干社区（非农业区域）和行政村，分别设有自治组织居民委员会和村民委员会；乡则只分为若干行政村。截至2009年，泰和县共辖22个居民委员会、290个村民委员会。截至2007年，全县有自然村2845个，其中20户以上自然村1882个、30户以上自然村1279个。

## 行政区划沿革

### 宋元时期
泰和自宋淳熙年间起设坊、乡、里、巷，全县划分为若干个乡，乡分为里；泰和城内则为坊，坊下为巷。此后历宋元两朝二百余年皆沿袭未改，因相关文献散失，准确的区划已不可考。

### 明清时期
明初坊改为厢，乡分为都，都再分图（图又称里）。全县共划分为6个乡，从东至西依次为：仁善乡、仙槎乡、云亭乡、千秋乡、信实乡和高行乡。划分乡的依据主要是水系流域，赣江及其几条支流分别流经6个乡，每个乡在整体上构成一个紧凑的自然地理单元，河道则成为村落联系的自然网络。6个乡再分为70个都，按数字顺序排列命名，一都位于最东边的仁善河的上游，而七十都属于最西边的高行乡。县城位于四十五都，城内则分为东西两厢。每个都下辖若干个图（里），全县共有大约250个图。这种行政区划制度历明清两朝五百余年，除有少数图的增减外，皆沿袭未变。

### 清末至民国时期
清宣统二年（1910年），地方自治，全县划分为23个自治会：45都为城区自治会，原仁善乡划分为仁声、仁问、仁爱、仁里4个自治会，原仙槎乡划分为仙津、仙洞、仙源3个自治会，原云亭乡划分为云峰、云谷、云龙、云屏4个自治会，原千秋乡划分为千仁、千义、千年、千载、千红5个自治会，原信实乡划分为信智、信仁、信勇3个自治会，原高行乡划分为高德、高功、高言3个自治会。
民国初年沿袭清末区划。
1926年，以原6乡范围划为6区，区再分为26乡1镇：原千秋乡为第1区，驻县城，辖武溪、马市、永昌、沿溪、仓岭、万合6乡及西昌镇；原仁善乡为第2区，驻固陂圩，辖仁问、仁声、仁爱、仁里4乡；原仙槎乡为第3区，驻灌溪圩，辖仙洞、仙津、仙源3乡；原云亭乡为第4区，驻沙村圩，辖云谷、云蒸、云锦、云龙、云峰、云屏6乡；原信实乡为第5区，驻三都圩，辖南冈、螺溪、甘竹、石山4乡；原高行乡为第6区，驻早禾市，辖高德、高功、高言3乡。
1940年，取消“区”，县直辖1镇26乡。

### 中华人民共和国时期
中华人民共和国建国初期，全县分为50多个乡镇，1956年进行了大规模的撤并，全县乡镇数减少了约50%。1958年起实行“政社合一”的人民公社体制，全县共设23个人民公社：
- 河西有12个公社：澄江公社、三峰公社（1964年更名碧溪公社）、桥头公社、禾市公社、苏溪公社、荆洲公社（1960年更名马市公社）、栖龙公社、三都公社、石山公社、玉华公社（1961年更名南溪公社）、上田公社、沿溪乡
- 河东有11个公社：塘洲公社、樟塘公社、万合公社、冠朝公社、上模公社、高陇公社、古坪公社（1965年更名灌溪公社）、苑前公社、水槎公社、中龙公社、回龙公社（1968年更名老营盘公社）。

除1961年撤消澄江公社复置澄江镇、1982年析中龙公社复置小龙镇外，其余公社均于1984年撤消，恢复乡镇体制，其中老营盘公社分设老营盘和上圯两个乡。至此，全县共分为25个乡镇。此后，随着经济的发展，多数乡陆续改设为镇。1990年析沿溪、上田两个乡的10个村委会设文田乡，1993年改镇。2001年12月3日，文田镇、上田镇并入澄江镇，栖龙乡并入马市镇，樟塘乡并入万合镇。此后乡级行政区划未再变动，沿袭至今。
1982年起，陆续撤销人民公社，恢复乡镇体制。至1984年，全县设2个镇、23个乡：
- 河西有12个乡镇：澄江镇、碧溪、桥头、禾市、苏溪、马市、栖龙、螺溪、石山、南溪、上田、沿溪
- 河东有13个乡镇：小龙镇、塘洲、樟塘、万合、冠朝、上模、沙村、灌溪、苑前、水槎、中龙、上圯、老营盘

此后，随着经济的发展，多数乡陆续改设为镇。1990年析沿溪、文田两个乡的10个村委会设立文田乡，1993年撤乡改镇。2001年12月3日进行乡镇撤并，文田镇、上田镇并入澄江镇，栖龙乡并入马市镇，樟塘乡并入万合镇。此后乡级行政区划未再变动，沿袭至今。